# 光叶小米草
光叶小米草（学名：Euphrasia matsudae）为玄参科小米草属下的一个种。

## 扩展阅读
- 維基物種上的相關：光叶小米草